# Темгенево (Сасовский район)
Темге́нево — село в Сасовском районе Рязанской области России. Входит в состав Глядковского сельского поселения.

## Географическое положение
Расположено на левом берегу реки Цна, фактически — северная окраина райцентра Сасово, там же находится ближайшая железнодорожная станция.
Ближайшие населённые пункты
- село Глядково в 4 км к северо-востоку по асфальтированной дороге
- город Сасово в 500 м к югу по асфальтированной дороге
- село Фроловское 5,5 км к западу по асфальтированной (4 км по грунтовой) дороге

Имеет регулярное сообщение с райцентром внутригородскими автобусами № 4 малого и среднего класса, с интервалом движения 40—80 минут. Общеобразовательная школа, почтовое отделение связи. В селе 7 улиц и 1 переулок: 1 Мая, Набережная, Нагорная, Посёлок Газовиков, Савина, Советская, Школьная; пер. Речной.

## История
В 1883 г. село Темгенево входило в Глядковскую волость Елатомского уезда Тамбовской губернии.
С 2004 г. и до настоящего времени входит в состав Глядковского сельского поселения.
До этого момента входило в Темгеневский сельский округ.
История села описана:  https://proza.ru/2021/01/15/1405
В селе родился Герой Советского Союза Виктор Савин.

## Население
| 1914 | 1981 | 1989 | 2002 | 2007 | 2010 |
| ---- | ---- | ---- | ---- | ---- | ---- |
| 1116 | ↘940 | ↘608 | ↗647 | ↘613 | ↘581 |

Национальный состав
Русские (87 %), мордва (7 %), татары (3 %), украинцы (3 %)

## Люди, связанные с селом
- Савин, Виктор Степанович (1921, Темгенево — 1965) — Герой Советского Союза

## Интересные факты
В полукилометре к северу от села на левом крутом берегу Цны находится известное Темгеневское городище — сохранившийся земляной вал древней крепости, основанный как укреплённый пост XII века.
https://proza.ru/2020/10/10/1260